# La Dernière Chevauchée (film, 1953)
Pour les articles homonymes, voir La Dernière Chevauchée.
La Dernière Chevauchée est un western américain en noir et blanc réalisé par Alfred L. Werker, sorti en 1953.

## Synopsis
Une patrouille revient à Roswell, harassée par une course poursuite dans les régions montagneuses. Les hommes qui la composaient sont épuisées, et le shérif est gravement blessé, de plus certains y ont laissé leur peau, ils ne ramènent aucun prisonnier et l'argent volé a disparu. Le film est alors organisé en flash-back qui vont nous apprendre ce qui s'est passé réellement. Trois éleveurs grugés par Sampson Drune tentent en vain auprès de lui d'obtenir réparation, s'ensuit une bagarre puis les trois hommes subtilisent l'argent de la vente que Drune venait de finaliser puis s'enfuient vers le désert. Drune et son fils adoptif Jad partent à leur poursuite, mais ils sont rejoints par une milice citoyenne qui veut s'assurer que l'arrestation se fera dans les règles, puis par le shérif diminué par son alcoolisme. Drune et Jed tenteront en vain de débarrasser du reste de la troupe. Le shérif parvient à négocier avec les fugitifs en leur promettant un procès équitable mais sont abattus froidement par Drune. Le shérif révèle alors que Drune a par le passé tué le père de Jad afin de s'emparer de ses richesses. Troublé Jed tire et tue Drune alors qu'il tentait d'abattre le shérif. Celui-ci est néanmoins grièvement blessé. Quant au reste de la troupe elle décide de se partager le butin. En ville le juge réunit le comité de citoyen dans un hôtel afin de lire le testament de Drune. Le shérif, mourant parvint à descendre de sa chambre et à rejoindre les participants. Jed raconte alors la vérité tandis que le shérif meurt sur sa chaise.

## Fiche technique
- Titre original : The Last Posse
- Titre français : La Dernière chevauchée
- Réalisateur : Alfred L. Werker
- Producteur : Harry Joe Brown
- Scénario : Seymour Bennett , Connie Lee Bennett, Kenneth Gamet
- Photographie : Burnett Guffey
- Musique : non créditée [1]
- Société de distribution : Columbia Pictures
- Format : noir et blanc – 35 mm – 1,37:1 – mono (Western Electric Recording)
- Pays de production :  États-Unis
- Langue : anglais
- Genre : western
- Durée : 73 min
- Dates de sortie : 
  - États-Unis : 4 juillet 1953
  - France : 13 juillet 1960

## Distribution
- Broderick Crawford : Shérif John Frazier
- John Derek : Jed Clayton
- Charles Bickford : Sampson Drune
- Wanda Hendrix : Deborah
- Warner Anderson : Robert Emerson
- Henry Hull : Ollie Stokely
- Will Wright : Todd Mitchell
- Tom Powers : Frank White
- Raymond Greenleaf : Arthur Hagan
- James Kirkwood : le juge Parker
- Eddy Waller : Dr. Pryor
- Passer Homeier : Art Romer
- James Bell : Will Romer
- Guy Wilkerson : George Romer
- Victor Adamson : un citadin à la fête des fondateurs
- Harry Hayden : Davis
- Monte Blue : Will Kane
- Bob Burns : un citadin
- Cecil Combs : citadin
- Stanley Blystone : citadin
- Bill Clark : citadin
- Rita Conde : fille mexicaine
- Frank Hagney : Corde
- Frank Ellis : citadin
- Ann Kunde : citadin
- Jack Kenny : citadin à la fête des fondateurs
- Herman Hack : citadin
- Reed Howes : citadin
- Franklyn Farnum : citadin
- Paul Maxey : M. Farley
- Mira McKinney : Mme Mitchell

## Source
- Sa dernière chevauchée sur EncycloCiné